# Jbel Khcham El Kalb
El Jbel Khcham El Kalb (en árabe : جبل خشم الكلب), o monte Khcham El Kalb, es una montaña situada en el centro-oeste de Túnez , al suroeste de la ciudad de Kasserine.
Culmina a 1 303 metros de altitud.